# Plácido de Castro Futebol Club
Plácido de Castro Futebol Club  é um clube poliesportivo brasileiro, sediado na cidade de Plácido de Castro, no estado do Acre. Suas cores são azul, vermelho, branco e amarelo.
Se tornou profissional apenas em 2008, quando o clube participou pela primeira vez de uma edição do Campeonato Acreano, ficando em terceiro lugar. Em 2011, o clube acabou ficando com o vice-campeonato estadual, garantindo assim uma vaga na Série D do Campeonato Brasileiro. Mas em 2013, ganhou seu primeiro Campeonato Acreano de Futebol dando-lhe assim, o direito de participar novamente do Campeonato Brasileiro de Futebol de 2013 - Série D e da Copa do Brasil de 2014.

## História
O Plácido de Castro foi fundado no dia 3 de Agosto de 1979. Inicialmente, o clube atuava à beira do amadorismo, ocasionalmente disputando amistosos contra seleções de municípios ou combinados locais.
Em 1983, enfrentou pela primeira vez um clube de futebol profissional. O adversário foi a ADESG, em partida amistosa que terminou empatada em 1 a 1. A partir daí, o Plácido de Castro passou a disputar amistosos contra outras equipes profissionais, geralmente do Acre.
Embora dificuldades financeiras, pouca projeção e pouca torcida o impedissem de participar do Campeonato Acreano, o Plácido de Castro participou de competições: em 1987 e 1988, participou das duas únicas edições da Liga Independente do Norte, colocando-se, respectivamente, em quarto e terceiro lugar.
Na década de 1990, envolveu-se em alguns torneios com times de várzea e seleções municipais.

### Profissionalização
Somente em 2008 o Plácido de Castro se profissionalizou e participou, pela primeira vez na história, de uma edição do Campeonato Acreano. Em sua estréia, acabou na 3ª colocação da competição e teve o artilheiro da competição, Zico, com 9 gols.
Em 2009, o Tigre do Abunã resolveu deixar o controle do clube para uma empresa esportiva, a Hinsoy Sports. A empresa levou diversos jogadores ao clube, juntamente com uma comissão técnica. Porém os resultados não foram os esperados, e o clube amargou a última colocação do estadual, com apenas 5 pontos em 9 jogos disputados. Encerrado o estadual, a parceria com a Hinsoy Sports foi desfeita.
Em 2010, o Plácido entrou no estadual a fim de fugir do rebaixamento, já que em 2011 a Segunda Divisão do Campeonato Acreano seria retomada. Porém o time foi mais longe e conseguiu uma das vagas para as semifinais do torneio. Porém, por escalar irregularmente o volante Jeferson Paulista no último jogo da primeira fase (o jogador estava suspenso por 3 cartões amarelos), o Plácido de Castro acabou sendo punido com a perda de 6 pontos e acabou ficando de fora da segunda fase do estadual, ficando ainda em 6.º lugar.

### 2011
O ano de 2011 começou com o Campeonato Acreano, onde o Tigre da Fronteira esperava não repetir as infantilidades do ano anterior e finalmente garantir a vaga para a segunda fase. Não começou bem o campeonato, onde perdeu por 1x0 para o Alto Acre FC na estréia e empatou com o AC Juventus por 0x0 na segunda rodada. Na terceira rodada, o clube se encontrou e aplicou 7x0 no tradicional Independência. Porém, durante a primeira fase, o time alternou entre altos e baixos, conquistando excelentes resultados, como a vitória sobre o Rio Branco por 3x2 e sobre o Náuas por 4x1, em plena Arena do Juruá, mas perdendo jogos considerados fáceis, como para a ADESG por 2x0. Mesmo assim o clube garantiu a classificação para as semifinais, conquistando o 4º lugar.
Na segunda fase, o Plácido enfrentaria o favorito Atlético Acreano, que tinha sido o 1º colocado na primeira fase e vencido o Tigre nos 2 confrontos que tiveram (1x0 no primeiro turno e 2x1 no segundo). Todos apontavam como vitória certa do Galo Carijó. Mas o Tigre do Abunã mostrou-se valente e acabou derrotando o Atlético Acreano (4x3 e 0x0) e se classificando pela primeira vez para a grande final do estadual, para o delírio de sua fanática torcida.
Na grande final, o Plácido de Castro tinha pela frente o poderoso Rio Branco Football Club, maior clube acreano, com 40 títulos estaduais. Na primeira partida, o Plácido conseguiu um empate heroico no último minuto de jogo (1x1), levando a decisão para o segundo jogo. Na segunda partida, a população de Plácido de Castro se moveu inteira para apoiar o clube. Mais de 4 mil placidianos viajaram 100km até Rio Branco para assistir a grande decisão. A festa foi enorme, mas não foi o suficiente para a conquista do título. Logo aos 5 minutos de jogo, o Rio Branco abria o placar e Juliano César marcava o único gol da partida, fazendo o Rio Branco Football Club bicampeão acreano, diante de mais de 8 mil espectadores.
Como o Rio Branco está na Série C do Campeonato Brasileiro, a vaga na Série D do Brasileirão acabou ficando com o Plácido de Castro, vice-campeão acreano.

### Série D 2011
Com o vice-campeonato, o Plácido de Castro acabou conquistando a única vaga do Acre na Série D do Campeonato Brasileiro. Foi a primeira vez na história que o clube participou de uma competição nacional.
Para a disputa do torneio, o Tigre da Fronteira contratou destaques do Campeonato Acriano, como o zagueiro Iésley, ex-Atlético Acreano, o atacante Leonardo e o lateral esquerdo Uilian, ambos ex-Rio Branco; além do meia Renatinho, ex-Atlético-GO.
O clube fechou uma parceria com o Governo do Estado do Acre e com o Banco BMG, para custear as despesas e reforçar o elenco.
O Tigre do Abunã esteve no Grupo 1A, junto com Cuiabá-MT, Nacional-AM, Penarol-AM e Vila Aurora-MT, ficando em 3º colocado do grupo, com 12 pontos, sendo eliminado e terminando em 21º colocado geral da competição.

### Goleada histórica
O Plácido de Castro entrou na história da Série D. No dia 10 de Setembro, em confronto válido pela penúltima rodada da primeira fase, o Tigre do Abunã goleou o Vila Aurora por 9x1 na Arena da Floresta, em Rio Branco. Os gols foram marcados por Araújo (3), Klei (2), Batista (2), Wellington e Danilo Mendes, todos pelo Plácido, enquanto que Elieser fez o gol de honra para os visitantes.
Até o momento, o Plácido de Castro ainda tinha chances de se classificar para a 2ª fase da competição. Entretanto, ao mesmo tempo em que goleava, o time viu as chances de classificação se esgotarem devido ao Cuiabá vencer o Nacional por 3x1, em Manaus, no mesmo horário, fazendo um maior número de pontos que o Tigre do Abunã, o impedindo de alcançá-lo, já que era a última partida da equipe acreana.
Esta é a segunda maior goleada da história da Série D e a maior goleada do ano de 2011 no Campeonato Brasileiro, contando todas as 4 divisões.

### Campeão Acreano

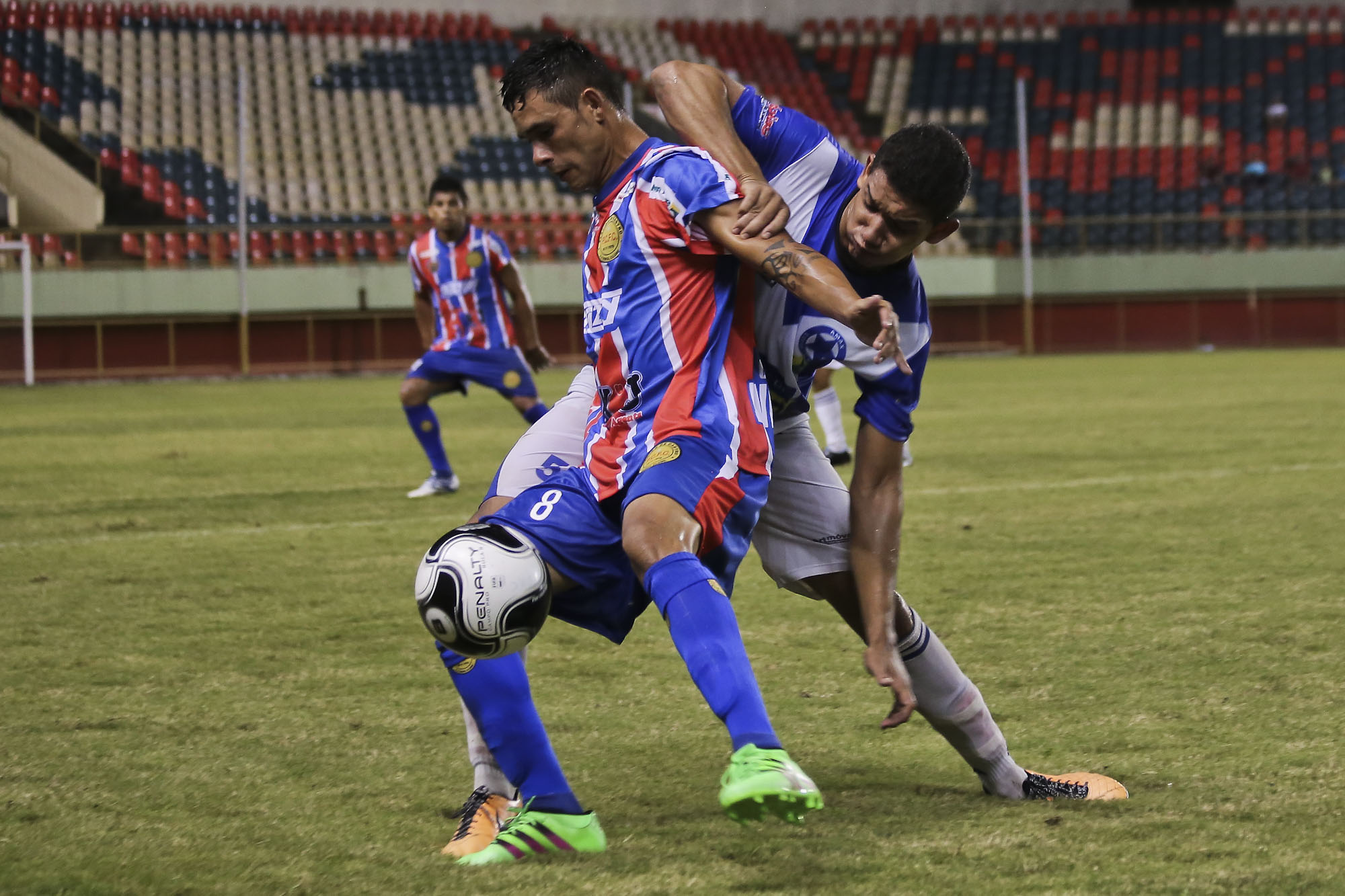
Jogo do Plácido de Castro contra o Amax de Xapuri

O Plácido se tornou campeão acreano em 2013 ao bater o Rio Branco. O time perdeu o primeiro jogo da decisão na Arena da Floresta por 2 a 0. No jogo de volta, o Plácido de Castro reverteu o placar, e venceu a partida por 3 a 0, levando o jogo (por motivos de regulamento)para a prorrogação e em seguida, pênaltis. Nas penalidades, o goleiro Robson fez jus ao apelido de "São Piling" e pegou duas cobranças. O Tigre que converteu 4 cobranças das 5 possíveis, se sagrou campeão acreano pela primeira vez em sua história. Com isso a cidade de Plácido de Castro se tornou a segunda cidade, fora a capital Rio Branco, a ter um time campeão estadual.

### Série D 2013
No Campeonato Brasileiro Série D desse ano, o Tigre do Abunã surpreendeu quase conseguindo uma vaga na Série C. Jogando o primeiro jogo em casa, empatou em 1 a 1. Mas, perdendo o jogo de volta para o Salgueiro de Pernambuco por 3 a 1, ficou pelo caminho. Com isso terminou a competição com a 8ª colocação, a segunda melhor participação da história de um time acriano na 4ª divisão.

### Temporada 2017
No Campeonato Acriano, o Plácido de Castro terminou em 3º lugar. Com o acesso do Atlético Acreano à Série C 2018, abriu-se uma vaga para o melhor classificado do Campeonato Acriano 2017 sem classificação garantida para a Série D 2018 - no caso, o Plácido. Dessa forma, o Tigre joga duas competições oficiais em 2018.

### Reforma no Ferreirão
Para a temporada 2018, o Plácido de Castro buscou ajuda da FFAC e o prefeito da cidade para fazer as últimas vistorias no Estádio José Ferreira Lima, que foi reformado para receber jogos do Tigre do Abunã. Contra o São Francisco, a cidade de Plácido recebeu o primeiro jogo do Campeonato Acreano em seu estádio. O placar do jogo foi 2 a 1 para o Tigre do Abunã, que fez a alegria dos quase 1.000 torcedores que lotaram o "Ferreirão".

## Títulos

### Futebol

#### Competições oficiais
| ESTADUAIS | ESTADUAIS          | ESTADUAIS | ESTADUAIS  |
|           | Competição         | Títulos   | Temporadas |
| --------- | ------------------ | --------- | ---------- |
|           | Campeonato Acreano | 1         | 2013       |

#### Competições não-oficiais
| Torneios regionais | Torneios regionais          | Torneios regionais | Torneios regionais |
|                    | Competição                  | Títulos            | Temporadas         |
| ------------------ | --------------------------- | ------------------ | ------------------ |
|                    | Copa de Seleções Amazônicas | 1                  | 1993               |

#### Categorias de base
Juniores
| Estaduais | Estaduais                      | Estaduais | Estaduais  |
|           | Competição                     | Títulos   | Temporadas |
| --------- | ------------------------------ | --------- | ---------- |
| Acre      | Campeonato Acreano de Juniores | 1         | 2007       |

## Artilheiros
| Artilharia    | Artilharia         | Artilharia | Artilharia |
| Atleta        | Competição         | Ano        | Gols       |
| ------------- | ------------------ | ---------- | ---------- |
| Zico          | Campeonato Acriano | 2008       | 9          |
| Nilton Goiano | Campeonato Acriano | 2011       | 11         |
| Marcelo Brás  | Campeonato Acriano | 2017       | 9          |

## Desempenho em competições oficiais

### Participações
|  | Participações em 2025 |

| Competição | Competição         | Temporadas | Melhor campanha         | Estreia | Última | P | R |
| Acre       | Campeonato Acreano | 18         | Campeão (2013)          | 2008    | 2025   |   | – |
|            | Copa Verde         | 1          | Oitavas de final (2014) | 2014    | 2014   |   |   |
| Brasil     | Série D            | 3          | 8º colocado (2013)      | 2011    | 2018   | – |   |
| Brasil     | Copa do Brasil     | 1          | 1ª fase (2014)          | 2014    | 2014   |   |   |

### Competições nacionais
Campeonato Brasileiro - Série D
| Ano  | 2010 | 2011 | 2012 | 2013 | 2014 | 2015 | 2016 | 2017 | 2018 | 2019 |
| Pos. | —    | 20º  | —    | 8º   | —    | —    | —    | —    | 56º  | —    |
| ---- | ---- | ---- | ---- | ---- | ---- | ---- | ---- | ---- | ---- | ---- |

Copa do Brasil
| Ano  | 2010 | 2011 | 2012 | 2013 | 2014 | 2015 | 2016 | 2017 | 2018 | 2019 |
| Pos. | —    | —    | —    | —    | 69º  | —    | —    | —    | —    | —    |
| ---- | ---- | ---- | ---- | ---- | ---- | ---- | ---- | ---- | ---- | ---- |

### Competições regionais
Copa Verde
| Ano  | 2010 | 2011 | 2012 | 2013 | 2014 | 2015 | 2016 | 2017 | 2018 | 2019 |
| Pos. |      |      |      |      | 12º  | —    | —    | —    | —    | —    |
| ---- | ---- | ---- | ---- | ---- | ---- | ---- | ---- | ---- | ---- | ---- |

### Competições estaduais
Campeonato Acriano
| Ano  | 2000 | 2001 | 2002 | 2003 | 2004 | 2005 | 2006 | 2007 | 2008 | 2009 |
| Pos. | —    | —    | —    | —    | —    | —    | —    | —    | 3º   | 10º  |
| Ano  | 2010 | 2011 | 2012 | 2013 | 2014 | 2015 | 2016 | 2017 | 2018 | 2019 |
| Pos. | 6º   | 2º   | 4º   | 1º   | 3º   | 4º   | 6º   | 3º   | 4º   | 5º   |
| Ano  | 2020 | 2021 | 2022 | 2023 | 2024 | 2025 |      |      |      |      |
| Pos. | 4º   | 9º   | 7º   | 7º   | 8º   | 8º   |      |      |      |      |
| ---- | ---- | ---- | ---- | ---- | ---- | ---- | ---- | ---- | ---- | ---- |

Legenda:
| Campeão Vice-campeão |